# ییرژی تسرها
ییرژی تسرها (چکی: Jiří Crha؛ زادهٔ ۱۳ آوریل ۱۹۵۰) بازیکن هاکی روی یخ اهل چکسلواکی بود.